# Beaufortia empetrifolia
Beaufortia empetrifolia är en myrtenväxtart som först beskrevs av Heinrich Gottlieb Ludwig Reichenbach, och fick sitt nu gällande namn av Johannes Conrad Schauer. Beaufortia empetrifolia ingår i släktet Beaufortia och familjen myrtenväxter. Inga underarter finns listade i Catalogue of Life.